# Jankiel Wiernik

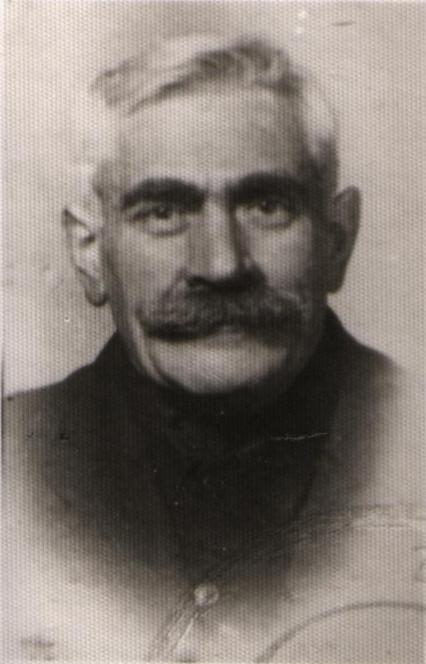
Jankiel Wiernik.

Jankiel Wiernik, född 1889 i Biała Podlaska i Kejsardömet Ryssland (idag Polen), död 1972 i Rishon LeZion i Israel, var en polsk-judisk förintelseöverlevare. Han flydde från Treblinka den 2 augusti 1943. Året därpå publicerade han boken Rok w Treblince ("Ett år i Treblinka"). Därefter var han under en kort period bosatt i Sverige.